# لادیان
لادیان (به انگلیسی: Ladian) یک روستا در پاکستان است که در پنجاب واقع شده‌است. لادیان ۱ متر بالاتر از سطح دریا واقع شده‌است.